# 닛산 로그
닛산 로그(Nissan Rogue)는 닛산의 중형 스포츠 유틸리티 자동차이다.

## 1세대(S35)

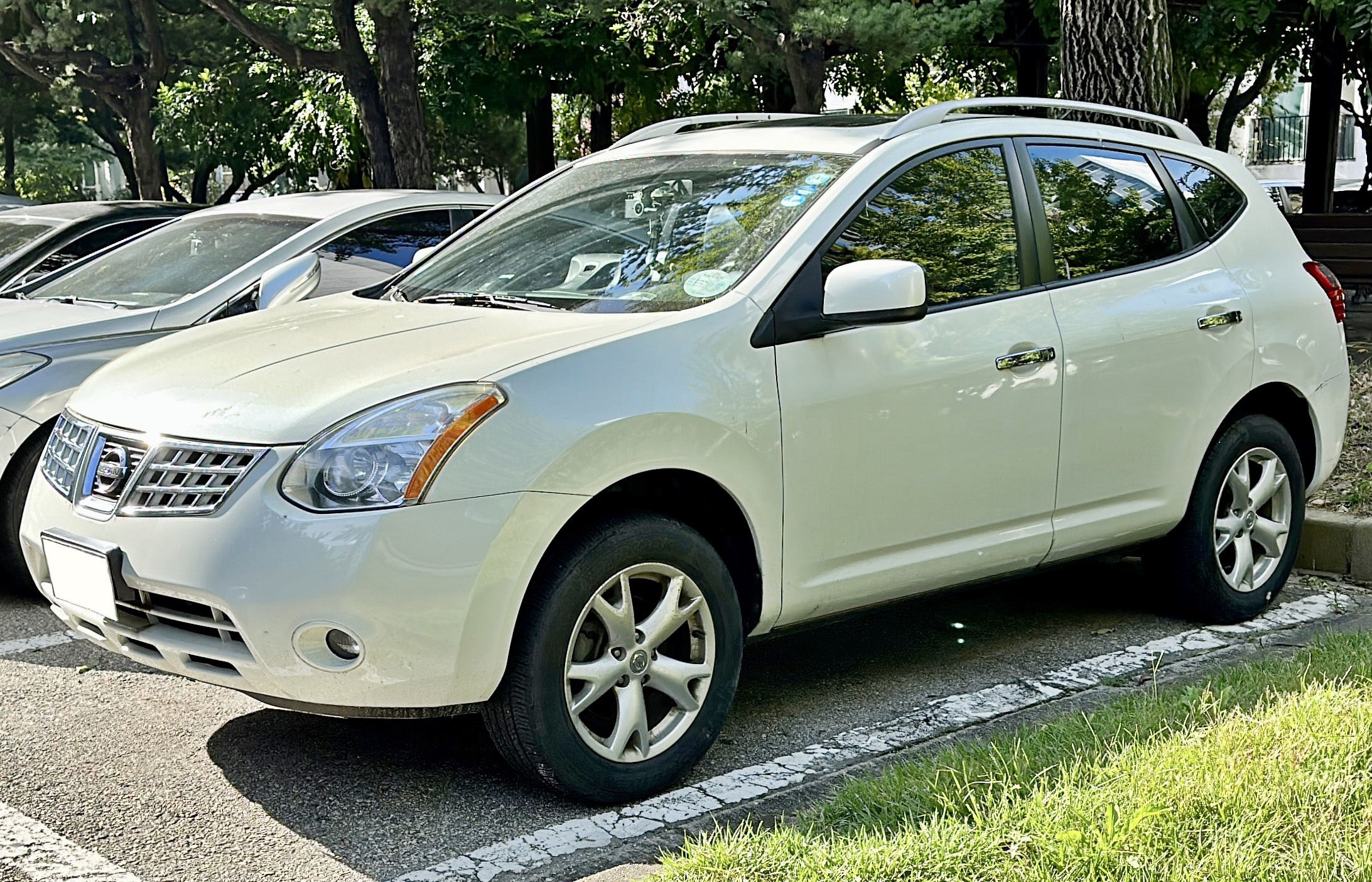
닛산 로그(전기형) 정측면

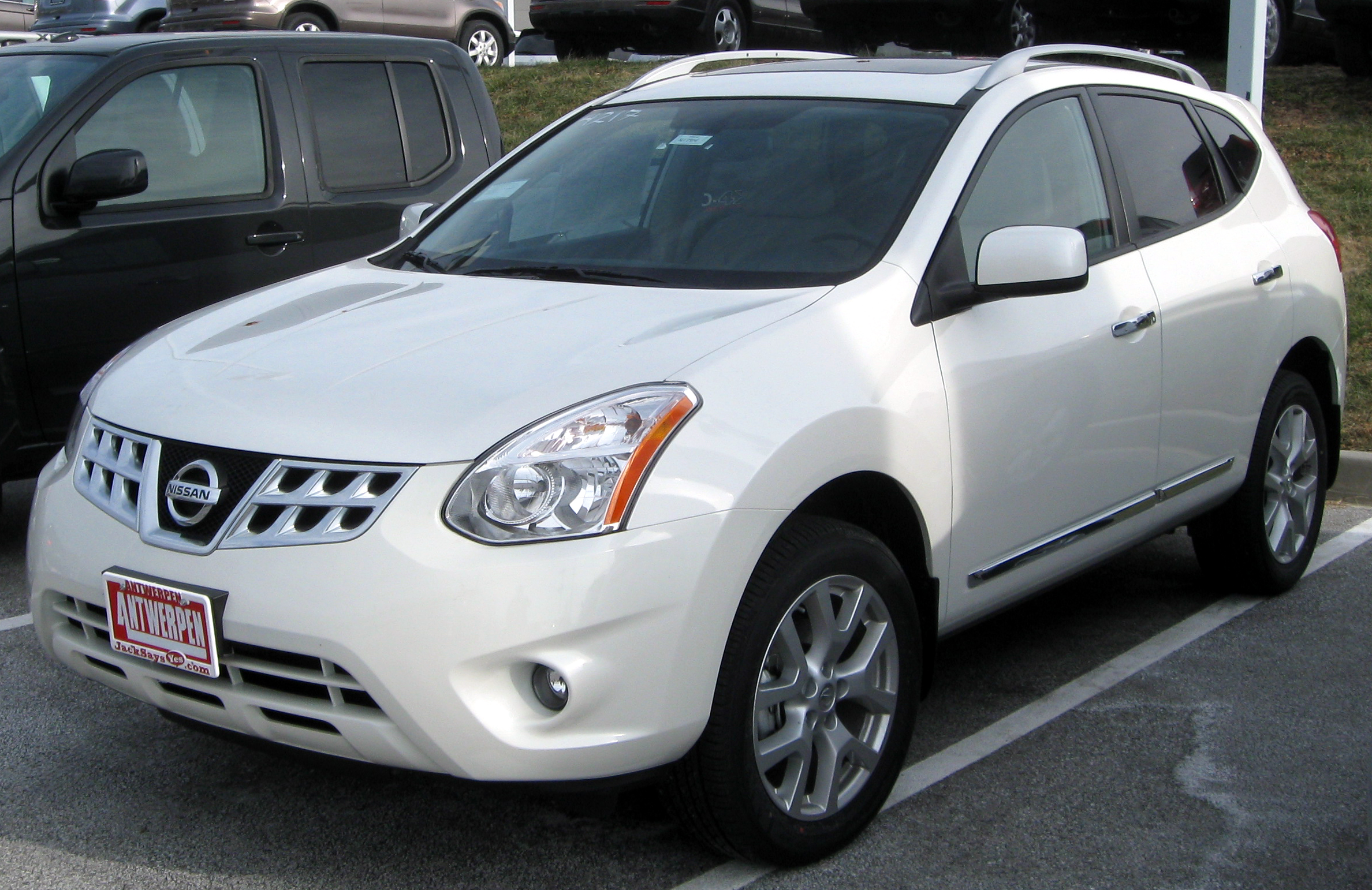
닛산 로그(후기형) 정측면

2007년 1월에 개최된 북미 국제 오토쇼에서 처음 공개되었다. 유럽과 일본 등에서 판매되는 캐시카이(J10)와 르노삼성 QM5에도 적용된 C 플랫폼을 공유하나, 북아메리카를 겨냥하여 차체 크기를 키웠다. 디자인 역시 자사의 대형 SUV인 무라노(Z51)에 가깝게 완성되었다. 직렬 4기통 2.5L QR25DE 가솔린 엔진이 적용되며, 여기에 CVT를 조합한다. 대한민국에서는 2008년 11월 11일에 닛산 자동차가 진출하여 무라노(Z51)와 함께 판매되었다. 2013년 9월 당시에 엔고 현상으로 인한 수익성 악화 때문에 2세대로의 풀 모델 체인지에 맞추어 생산이 중단될 예정이었으나, 높은 판매량을 기록하여 2세대가 출시된 뒤에도 한동안 미국에서는 로그 셀렉트로 개칭하여 가격을 낮추어 병행 판매되었다. 그리고 2017년에 로그 스포츠의 출시로 단종되었다.

## 2세대(T32)

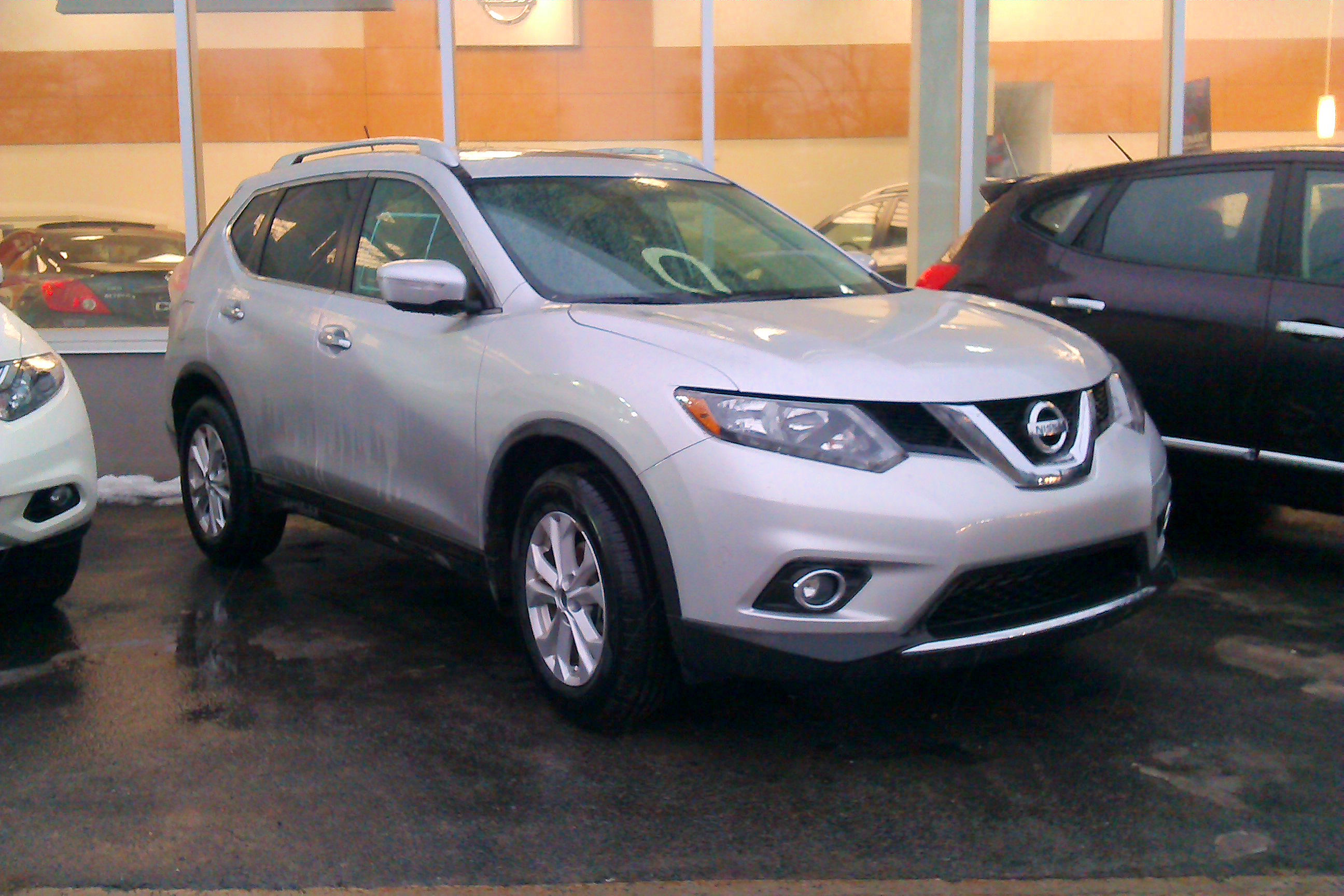
닛산 로그(전기형) 정측면

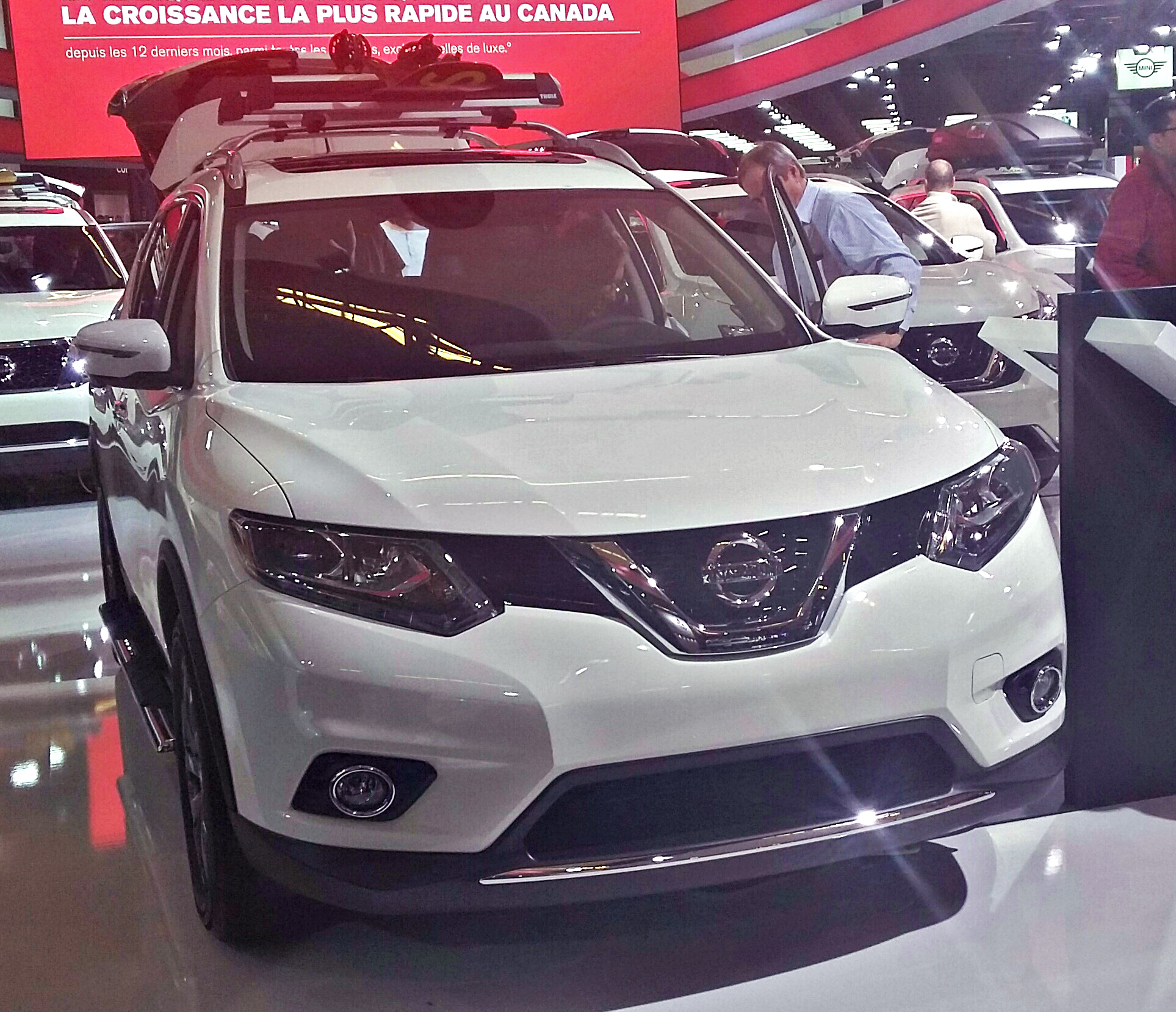
닛산 로그(후기형) 정측면

2013년 9월에 처음 공개되었다. X-트레일(T32)과 통합되었으며, 르노와 공동 개발한 CMF 플랫폼이 처음 적용되었다. 역대 로그 모델 중 처음으로 3열 시트를 갖춘 7인승도 선보였다. 미국 테네시주 스머나 공장 외에도 르노삼성자동차의 경영 악화 탈피를 도모하기 위하여 2014년 9월부터 2020년 3월까지 부산 공장에서도 생산되어 전량 미국과 캐나다 등 북아메리카로 수출이 이루어진 적이 있었으며, 대한민국 내에서는 캐시카이(J11)와의 간섭으로 인하여 판매되지 않았다. 2016년부터는 일본의 후쿠오카현 미야코 군에 위치한 규슈 공장에서도 생산되고 있다.

## 경쟁 차종
- 현대자동차 - 싼타페
- 기아자동차 - 쏘렌토
- 쉐보레 - 캡티바, 이쿼녹스
- 르노삼성 - QM6
- 지프 - 체로키
- 오펠 - 프론테라
- 르노 - 콜레오스
- 폭스바겐 - 티구안 올스페이스
- 스코다 - 코디악
- 포드 - 엣지
- 닛산 - 로그, X-트레일
- 미쓰비시 - 아웃랜더
- 토요타 - 벤자
- 푸조 - 5008
- 체리 - 티고 8
- 럭스젠 - U7
- 북기은상 - 켄보 600